# Admiralty Islands (Schiff)
Die USS Admiralty Islands (CVE-99) war ein Geleitflugzeugträger der United States Navy und gehörte zur Casablanca-Klasse. Der Träger war von Juni 1944 bis April 1946 im Einsatz bei der US-Marine.

## Geschichte
Der Geleitflugzeugträger wurde am 26. Februar 1944 als USS Chaplin Bay, Maritime Commission Rumpf MC1136, bei den Kaiser Shipyards in Vancouver, Washington, auf Kiel gelegt. Am 26. April wurde der Träger in Admiralty Islands, nach den Admiralitäts-Inseln, umbenannt. Nach der Schiffstaufe durch Mrs. Homer Norman Wallin lief der Träger am 10. Mai 1944 vom Stapel. Er wurde am 13. Juni in Astoria, Oregon unter dem vorläufigen Kommando von Captain J. D. Earner in Dienst gestellt, am folgenden Tag wurde das Kommando über das Schiff an Captain M. E. A. Gouin übergeben.
Am 2. Juli verließ der Geleitträger Astoria zu ersten Erprobungsfahrten im Puget Sound, dann lief er über San Francisco, wo Treibstoff an Bord genommen wurde, nach San Diego, wo die Admiralty Islands am 14. Juli eintraf. Nach weiteren Manövern vor der südkalifornischen Küste wurde sie dem Carrier Transport Squadron der Pazifikflotte zugeteilt, mit der Aufgabe, Flugzeuge, Nachschub und Personal zur Einsatzflotte zu transportieren. Nach einem kurzen Aufenthalt auf Hawaii lieferte der Träger am 9. August seine erste Ladung in Majuro ab und kehrte von dort nach Pearl Harbor zurück. Am 24. August traf der Träger mit einer Ladung Flugzeuge und Personal in San Francisco ein, im September folgte eine weitere Transportfahrt nach Finschhafen, Neuguinea. Am 7. Oktober lief die Admiralty Islands in San Diego ein und ging am folgenden Tag zu Überholungsarbeiten, die bis zum 26. Oktober dauerten, ins Dock. Am 29. Oktober nahm sie in Alameda eine Ladung Flugzeuge für Neuguinea an Bord, die am 21. November in Finschhafen entladen wurden. Von dort fuhr der Träger nach Manus weiter, wo er zwei Tage später eintraf. Über Pearl Harbor, wo die Admiralty Islands am 6. und 7. Dezember lag, kehrte sie am 14. Dezember nach San Diego zurück. Dort nahm sie eine Ladung Flugzeuge an Bord und lieferte sie am 24. Dezember in Hawaii ab. Am Folgetag wurde Kurs auf Guam gesetzt.
Die Admiralty Islands traf am 6. Januar 1945 in Guam ein, wo sie mit der Pilotenausbildung begann. Am 10. Januar wurde Kurs auf Hawaii gesetzt, wo vom 10. bis zum 31. Januar die Antriebsanlage des Trägers repariert wurde. Am 2. Februar verließ die Admiralty Islands Pearl Harbor mit 61 Flugzeugen in Richtung der Flotte vor Iwo Jima. Nach kurzen Zwischenstopps in Eniwetok und Ulithi wurde der Träger am 16. Februar der Task Group 50.8, der Logistikunterstützungsflotte der Task Force 58, zugeteilt. Den Rest des Monats Februar stellte der Träger Ersatzflugzeuge und -piloten für die Angriffsträger. Am 2. März traf er in Guam ein, wo Treibstoff gebunkert wurde und kleinere Schäden am Rumpf repariert wurden. Am 13. März lief die Admiralty Islands zusammen mit der Task Group 50.8 in Richtung Okinawa aus, wo sie die Angriffe gegen japanische Stellungen auf der Insel unterstützte. Am 24. April lief sie wieder in Guam ein, zwei Dampfkessel waren defekt und mussten repariert werden.
Nach Abschluss der Arbeiten am 14. Mai lief die Admiralty Islands wieder nach Okinawa. Über Guam lief sie dann nach Saipan, wo sie am 15. Juni eintraf und für zwei Wochen verblieb. Dann wurde sie der Task Group 30.8 zugeteilt, die die Angriffe auf die japanischen Hauptinseln unterstützte. Am 20. Juli kam es an Bord zu einem Feuer, nachdem ein landendes Flugzeug abstürzte, ein Besatzungsmitglied wurde getötet. Am nächsten Tag wurde der Träger aus der 3. US-Flotte entlassen und lief nach Guam, wo er seine Fracht entlud und Treibstoff für die Fahrt zur US-Westküste bunkerte. Am 11. August lief die Admiralty Islands in San Diego ein, von wo aus sie nach San Pedro ins Dock ging. Ein großer Teil der geplanten Änderungen wurde aufgrund der Kapitulation Japans gestrichen, nach Beendung der Reparaturen begann der Träger am 1. September mit den ersten Fahrten im Rahmen der Operation Magic Carpet. Diese Einsätze, die ab dem 25. September unter dem Kommando des Carrier Transport Squadron der US-Pazifikflotte standen, dauerten bis zur Außerdienststellung.
Die Admiralty Islands wurde am 24. April 1946 außer Dienst gestellt, am 8. Mai 1946 wurde ihr Name aus den Schiffsregistern der Marine gestrichen und ihr Rumpf an die Zidell Machinery and Supply Corporation in Portland, Oregon, zur Verschrottung verkauft.
Die Admiralty Islands erhielt drei Battle Stars für ihren Einsatz während des Zweiten Weltkriegs.